# Notargebühr
Die Notargebühren sind ein Teil der Notarkosten. Bei ihnen handelt es sich um die für die einzelnen Tätigkeiten (Leistungen) des Notars nach dem Gerichts- und Notarkostengesetz (GNotKG) vorgesehene Vergütung. Neben den Gebühren zählen zu den Notarkosten noch die Auslagen und die Umsatzsteuer.
Eine Gebühr kann dabei nur beansprucht werden, wenn dies in einem entsprechenden Gebührentatbestand bestimmt ist.
Siehe auch: Beurkundungsgebühr, Beglaubigungsgebühr, Eintragungsgebühr, Abwicklungsgebühr, Vollzugsgebühr